# Miconia dioica
Miconia dioica är en tvåhjärtbladig växtart som beskrevs av John Julius Wurdack. Miconia dioica ingår i släktet Miconia och familjen Melastomataceae. Inga underarter finns listade i Catalogue of Life.